# 萊羅納 (加利福尼亞州)
萊羅納（英語：Lerona）是位於美國加利福尼亞州弗雷斯諾縣的一個非建制地區。該地的面積和人口皆未知。

## 地理
萊羅納的座標為37°07′46″N 119°25′52″W / 37.12944°N 119.43111°W，而該地的平均海拔高度為850米（即2789英尺）。